# Raggi gamma (singolo)
Raggi gamma è un singolo del cantante italiano Sangiovanni, pubblicato il 24 settembre 2021 e compreso nella seconda riedizione digitale dell'EP eponimo.

## Tracce
1. Raggi gamma – 3:15

## Classifiche
| Classifica (2021) | Posizione massima |
| ----------------- | ----------------- |
| Italia            | 27                |